# Kangos
Kangos est une localité de la commune de Pajala dans le comté de Norrbotten en Suède.
Sa population était de 235 habitants en 2019.